# Crew
Crew – polska grupa muzyczna wykonująca rock. Powstała w 1995 roku w Gdańsku. Tego samego roku muzycy uzyskali wyróżnienie na festiwalu Węgorzewo Prince Rock. W 1996 roku na przeglądzie zespołów trójmiejskich Pokaż co potrafisz zajęli pierwsze miejsce. Rok później na Spring Rock Festiwal w Nowej Soli zespół Crew również zajął pierwsze miejsce.
28 września 1998 roku nakładem Sony Music Entertainment Poland ukazał się debiutancki album formacji pt. M-Brion. Nagrania zostały zrealizowane w gdańskim Red Studio we współpracy z producentem muzycznym Piotrem Łukaszewskim. 29 maja 2000 roku ukazał się drugi album grupy zatytułowany Radio dla mass. Wydawnictwo uzyskało nominację do nagrody polskiego przemysłu fonograficznego Fryderyka w kategorii Album Roku – Hard & Heavy.
Płytę promował teledysk do utworu „Podróże myślą...”. Pochodząca z albumu kompozycja „Coś do zabawy” została wykorzystana w filmie To my w reżyserii Waldemara Szareka. Po rozwiązaniu formacji w 2001 roku Chęć, Baranowski oraz Skrzyński współpracowali w ramach projektów Panika, Elwood i Ziemnianie. Skrzyński grał również w zespole Sweet Noise, a następnie w Golden Life i Chassis.
Zespół wznowił działalność pod koniec 2014. Aktualnie pracuje nad nowym materiałem oraz nowymi wersjami utworów z dwóch wydanych płyt, które mają również zostać opublikowane.Do zespołu powrócił gitarzysta z pierwszego składu zespołu Crew. Pojawił się również nowy członek zespołu, śpiewający oraz grający na instrumentach klawiszowych Artur Sekura, który występował m.in. w zespole Ziemianie.

## Dyskografia
- M-Brion (28 września 1998)
- Radio dla mass (29 maja 2000)